# 아소시아상 포르투게자 지 데스포르투스
아소시아상 포르투게자 지 데스포르투스(Associação Portuguesa de Desportos)는 포르투게자 또는 루사로 불리기도 하는 브라질의 전통적인 축구 클럽으로, 상파울루주의 상파울루를 연고로 한다. 이 팀은 1920년 8월 14일, 포르투갈계 브라질인들에 의해 설립되었다.

## 역사

### 구단의 창설
1920년 8월 14일 상파울루의 포르투갈계 공동체를 대표하는 다섯 축구팀 루시아다스 FC, 포르투가우 마리녠시, 아소시아상 싱쿠 지 우투브루, AA 마르케스 지 폼비우, EC 루시타누의 대리인들은 살랑 다 카마라 포르투게사 지 코메르시우에 모여 병합을 논의하였다. 그 결과 아소시아상 포르투게자 지 이스포르치스가 탄생하였고, 구단의 상징색은 포르투갈의 국기에서 사용되는 초록색과 빨간색이었다. 1920년 AA 메켄지 칼리지와 병합하면서, 메켄지-포르투게자로 명칭을 변경하였다.
1940년 구단명은 아소시아상 포르투게자 지 데스포르투스로 변경되었고, 이는 현재까지 이어져 오고 있다. 1956년 구단은 상파울루 북동부 도심 한 가운데에 상당한 규모의 토지를 매입하였고, 그 토지에는 카닌데 경기장이 지어지게 되었다.

### 현재

#### 2011 세리이 B
2011년 포르투게자는 캄페오나투 파울리스타 세리이 A1에 참여하고 있었고, 상파울루 FC에 의해 8강에서 탈락하였다. 코파 두 브라질에선 방구 AC에게 패하며 1라운드에서 탈락하게 되었다. 그러나 10월 22일 캄페오나투 브라질레이루 세리이 B 아메리카나를 상대로 승리를 거두며, 이듬해 캄페오나투 브라질레이루 세리이 A 참여가 확정되었다. 뒤이어 11월 8일에는 스포르트 헤시피와의 경기를 2-2로 마무리 지으며, 2011 세리이 B 우승팀으로 결정되었다. 이는 구단 역사상 처음으로 가지게 된 전국 대회 트로피였다. 2011 시즌 구단은 23승 12무 3패를 기록하였으며 그 중 21경기는 연속 무패 기록이었다. 당시 감독 조르지뉴의 지도 아래 구단은 82골을 쏟아붓는 막강한 공격력을 과시하고 있었고, 구단의 애칭인 루사 (Lusa)와 FC 바르셀로나의 합쳐 바르셀루사 (Barcelusa)라는 새로운 별칭을 부여받기도 하였다.

#### 2012 세리이 A
그러나 "바르셀루사"의 영광은 오래가지 않았다. 마르쿠 안토니우, 이드누 호베르투 쿠냐 등 주요 선수들의 이탈이 발생하면서, 캄페오나투 파울리스타에서 세리이 A2로 강등되었다. 이 후 조르지뉴 감독이 경질되었으며, 제니뉴 감독이 새로 선임되었다. 포르투게자는 코파 두 브라질 16강에서 EC 바이아에게 2-0으로 패하며 탈락하였다. 캄페오나투 브라질레이루 세리이 A 개막 이전, 주전 골키퍼 웨베르통이 아틀레치쿠 파라나엔시로 이적하였고, 이에 대한 보강을 위해 전 브라질 축구 국가대표팀이자 전 AC 밀란 골키퍼인 지다를 영입하였다. 이후 아틀레치쿠 파라나엔시로부터 스트라이커 브루누 미네이루를 영입하였으며, 그는 12경기에 출전하여 11골을 기록하는 등 리그 내에서 경쟁력있는 공격수로 자리 잡아주었다. 브라질레이랑에서의 27 라운드가 종료된 이후, 포르투게자는 잔류에 성공하였다.

## 선수 명단

### 현역
참고: FIFA 자격 규정에 따라 소속된 국가대표팀 국기를 표시합니다. 선수는 복수의 FIFA 비회원국 국적을 가지고 있을 수 있습니다.
| 번호 | 포지션 | 국적 | 이름 |
| ---- | ------ | ---- | ---- |

| 번호 | 포지션 | 국적 | 이름 |
| ---- | ------ | ---- | ---- |

## 역대 감독
| 감독                | 임기 |
| ------------------- | ---- |
| 마리우 자갈루       | 1999 |
| 네우시뉴 바프치스타 | 2000 |